# Leaveland
Leaveland est un hameau et une paroisse civile du Kent, en Angleterre. Il est situé dans le centre du comté, à 5 km au sud de la ville de Faversham et à 15 km à l'ouest de Canterbury, à proximité des North Downs. Administrativement, il relève du district de Swale. Au recensement de 2011, il comptait 100 habitants. En raison de sa petite taille, il partage un conseil municipal commun avec les villages voisins de Sheldwich et Badlesmere.